# 마 (뿌리)
마는 마속(Dioscorea)에 속하는 여러 덩굴풀의 덩이줄기이다.
마는 아프리카, 아시아, 아메리카 대륙이 원산지인 다년생 초본 덩굴식물로 많은 온대 및 열대 지역에서 녹말이 많은 괴경(알뿌리)을 먹기 위해 재배된다. "마"라고도 불리는 괴경 자체는 수많은 품종과 관련 종으로 인해 다양한 형태로 나타난다.

## 설명
백합 및 풀과 관련이 있는 외떡잎식물인 마는 덩이줄기에서 자라는 덩굴식물로 활발한 초본 식물이다. 약 870종의 마가 알려져 있으며, 그 중 일부는 식용 덩이줄기로 널리 재배되지만 다른 것들은 독성이 있다(예: D. communis).
마 식물은 길이가 최대 15미터(49피트), 높이가 7.6~15.2센티미터(3~6인치)까지 자랄 수 있다. 괴경은 최대 1.5m 깊이의 토양 속으로 자랄 수 있다. 식물은 씨앗으로 퍼진다.
식용 괴경은 껍질이 거칠어 껍질을 벗기기가 어렵지만 조리하면 쉽게 부드러워진다. 피부색은 짙은 갈색에서 밝은 분홍색까지 다양하다. 야채의 대부분 또는 고기는 성숙한 마의 흰색 또는 노란색에서 보라색 또는 분홍색까지 색상 범위가 훨씬 더 부드러운 물질로 구성된다.

## 어원
1446년 훈민정음 해례본에 중세국어 형태인 "마〮"가 기록되어 있다.

## 종류

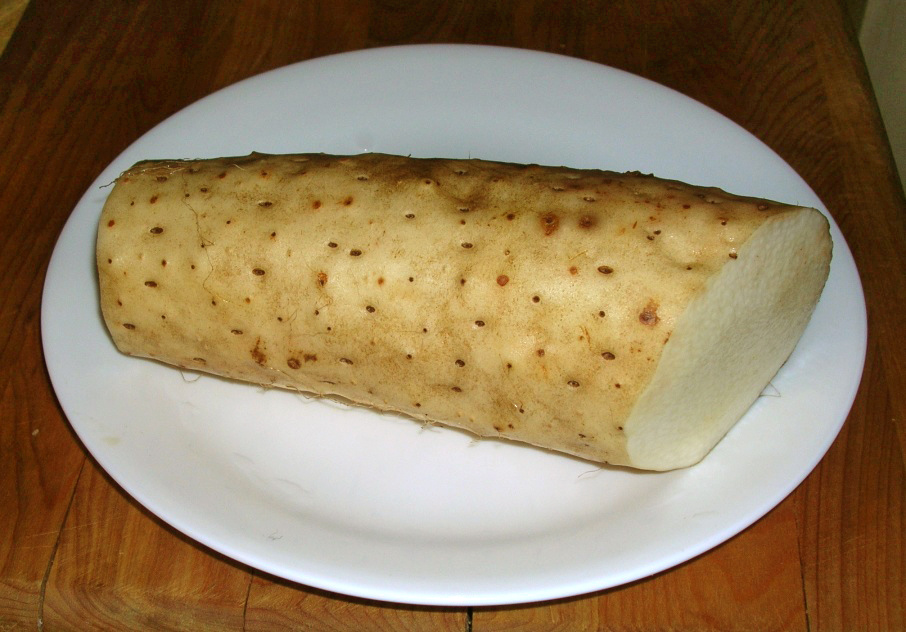
마 (D. polystachya)
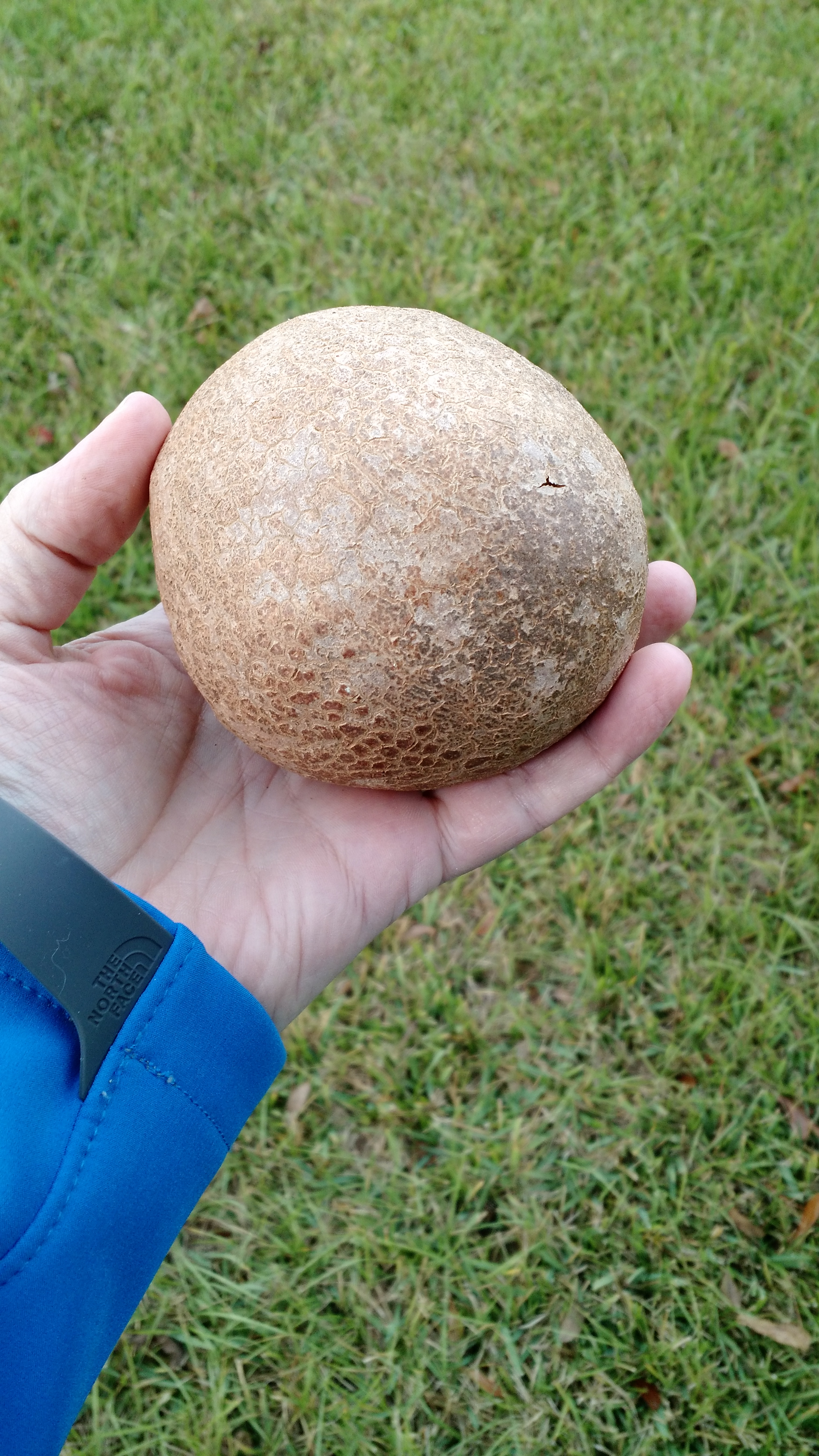
둥근마 (D. bulbifera)
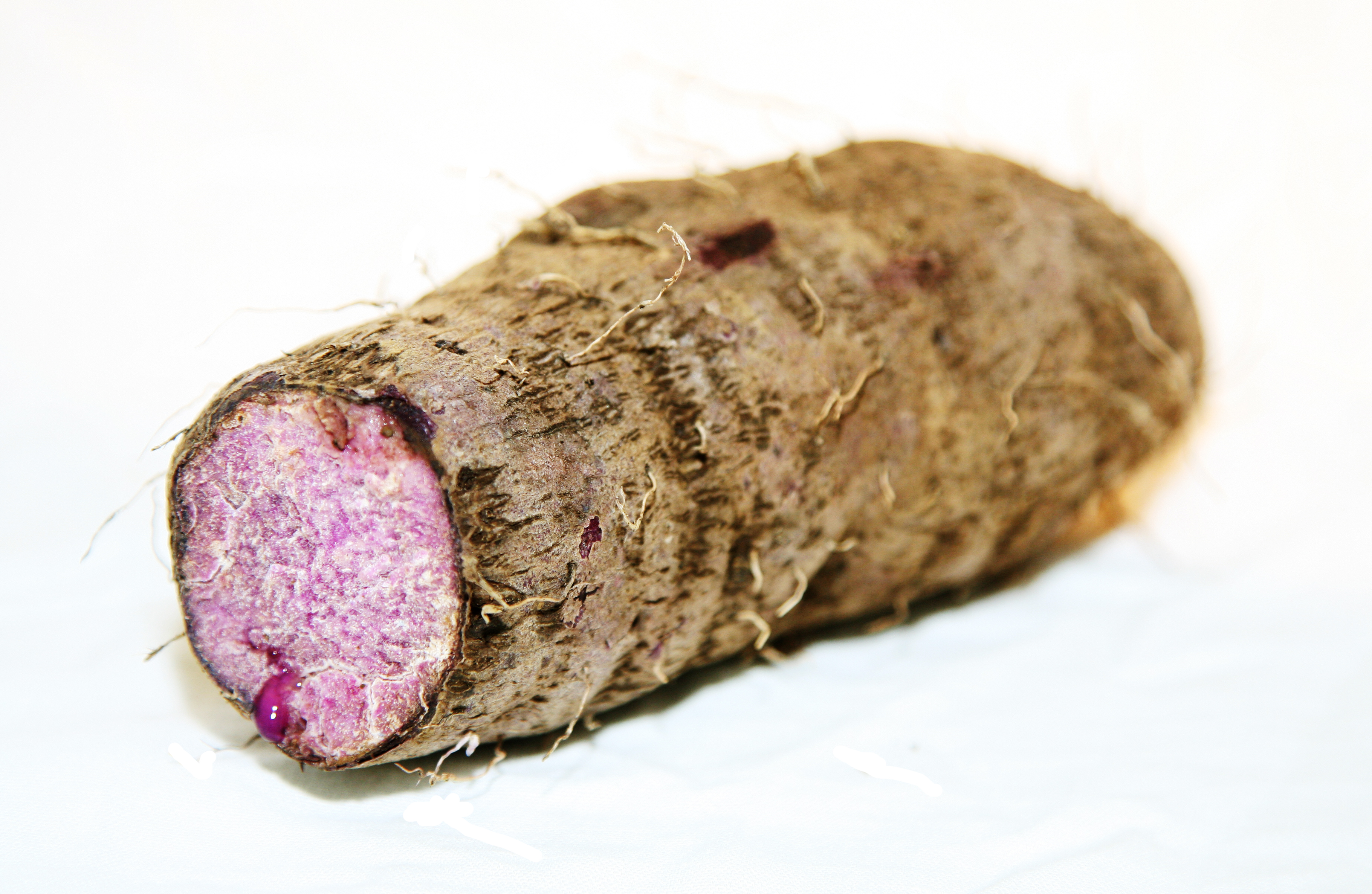
자색마 (D. alata)
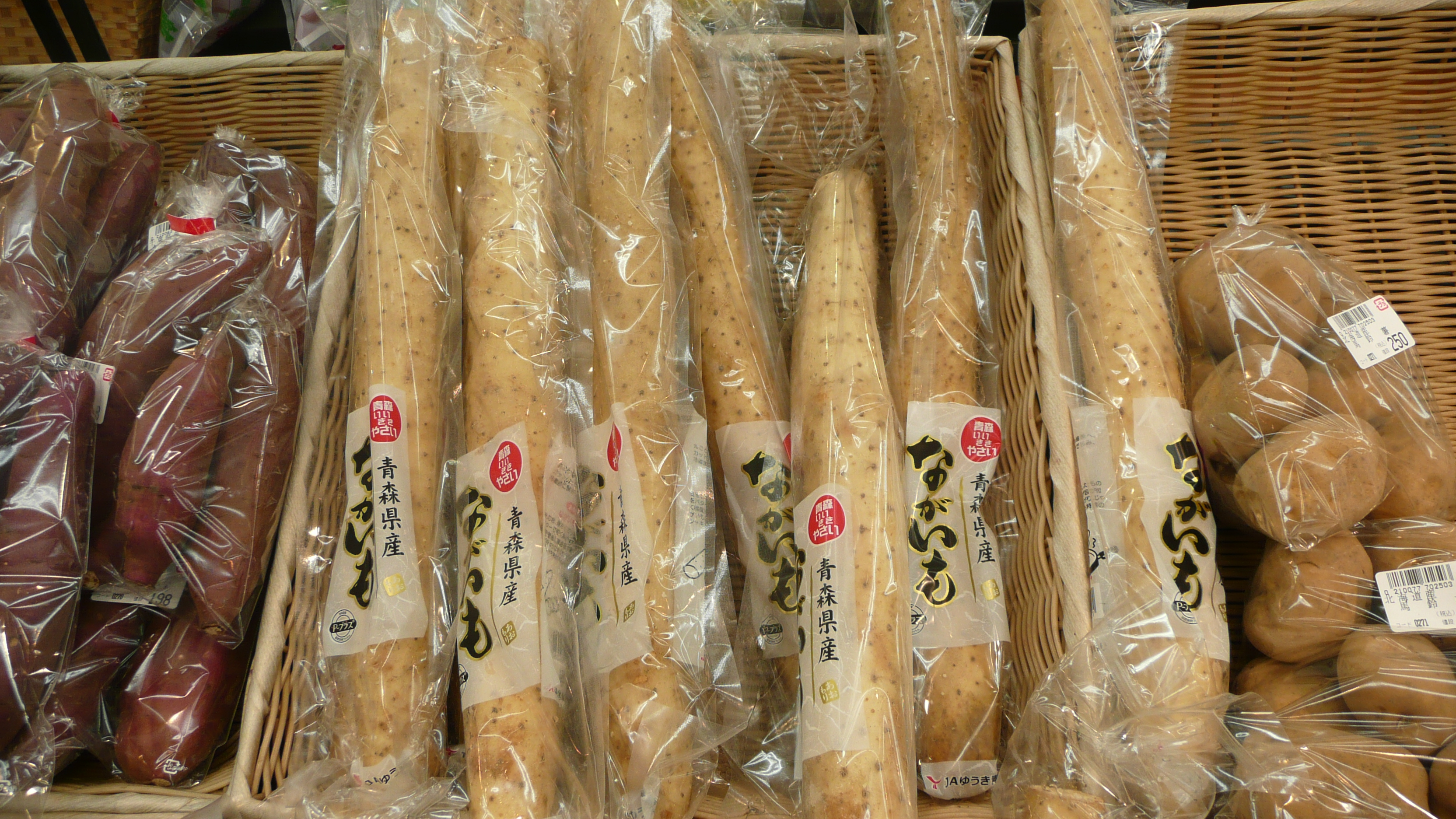
참마 (D. japonica)
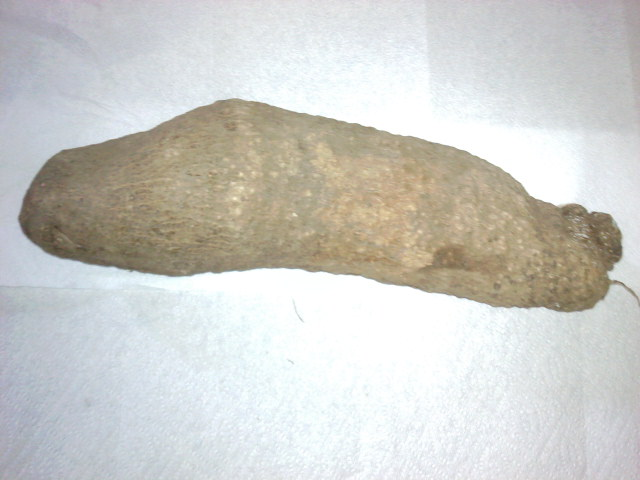
흰마 (D. cayennensis subsp. rotundata)